# King's College London
Il King's College London, conosciuto principalmente come King's o KCL, è uno dei due college fondatori dell'University of London (Università di Londra), e la quarta più antica università britannica, essendo stato fondato nel 1829 dal Re Giorgio IV e dal duca di Wellington, e tra i più prestigiosi atenei nel mondo.
Il King's rappresenta un centro accademico e di ricerca di alto calibro e prestigio a livello mondiale. La Quacquarelli Symonds Limited, società specializzata nel settore dell'educazione universitaria che da anni pubblica classifiche mondiali delle università, ha posizionato il King's al sedicesimo posto nel mondo (quinto nel Regno Unito e sesto in Europa) nella classifica del 2014-2015. Costituito da circa 21000 tra studenti e staff, ha annoverato tra i suoi studenti e accademici grandi personalità in campo scientifico e umanistico. È membro, accanto agli altri tre storici college londinesi (Imperial College, University College London e London School of Economics) e alle Università di Oxford e Cambridge, del cosiddetto "Golden Triangle" (considerato l'equivalente britannico dell'"Ivy League" americana) e del "Russell Group", due entità che riuniscono i maggiori centri di eccellenza universitaria del paese.
Il tasso di ammissione è del 13%, facendone una delle più competitive università d’oltremanica. Tradizionalmente, il college richiede un punteggio minimo di AAA negli esami di stato inglesi, equivalente a un 90 nel Diploma di Maturità italiano, per accedere al processo di selezione e la conoscenza della lingua inglese a livello C1.
In poco più di due secoli di storia, il college ha prodotto numerose personalità di spicco globale in campo umanistico, scientifico e politico. Scrittori e poeti quali John Keats, Thomas Hardy, Virginia Woolf, William Somerset Maugham, Arthur Charles Clarke e Cecil Scott Forester hanno perseguito i propri studi universitari presso le aule dello "Strand Campus" del King's College, nel cuore politico, culturale ed economico-legale di Londra. Allo stesso modo, studenti del King's sono stati personaggi del calibro del patologo Thomas Hodgkin, del fisico Peter Higgs (teorizzatore del cosiddetto "Bosone di Higgs"), dell'ingegnere, progettista e fondatore dell'omonima casa automobilistica Bentley Motors Limited Walter Owen Bentley, del direttore d'orchestra Sir John Eliot Gardiner, del compositore Michael Nyman e del bassista dei Queen, John Deacon.
Dodici tra alunni e accademici del college sono stati insigniti del "Premio Nobel", tra i quali l'arcivescovo Desmond Tutu, il fisico Peter Higgs, lo scrittore e critico Mario Vargas Llosa, e il genetista Maurice Wilkins, premiato per il proprio contributo alla scoperta della struttura del "DNA" insieme a Francis Crick e James Watson nel 1962. La celebre "Foto 51", che rappresenta la prima nitida immagine del "DNA" ottenuta mediante l'utilizzo di rivoluzionarie apparecchiature fotografiche ai "raggi X", fu scattata proprio nei laboratori del King's College dall'équipe di Rosalind Franklin e Raymond Gosling nel 1952.
Il College è particolarmente prestigioso per le scienze mediche, le materie umanistiche, il diritto, la fisica, e le scienze sociali, ed è una delle più distinte università al mondo nello studio della politica, della storia e della filosofia. È inoltre una delle poche università inglesi ad aver lanciato il particolarmente apprezzato Bachelor of Liberal Arts, su modello americano, che offre agli studenti la possibilità di coniugare gli studi in due materie tra quelle umanistiche o sociali (ad esempio: Politics with Philosophy, or Classical Studies with Geography).
È membro dell'Istituto europeo per le norme di telecomunicazione (ETSI).

## Campus

### "Bush House"
Il King's ha appena completato un contratto di "leasing" della durata di circa 50 anni per l'occupazione dell'edificio "Bush House", sito anch'esso sulla Strand, ma di fronte al principale "Strand Campus" e accanto all'ambasciata australiana nel Regno Unito così come al campus della London School of Economics. La decisione del college è stata motivata, nell'ambito del progetto di ulteriore internazionalizzazione e miglioramento dell'università denominato "King's Strategic Vision 2029", dall'obiettivo di ampliare il vecchio dipartimento di Management, parte della "Faculty of Social Sciences and Public Policy" stabilendo, in tal modo, una vera e propria scuola d'affari indipendente dalle altre facolta'. La così denominata "King's Business School", che è stata ufficialmente inaugurata ed 'attivata' dall'anno accademico 2017-2018, è caratterizzata da una molta più ampia gamma di corsi sia "undergraduate" che "postgraduate" che "PhD", un maggior numero di staff, insegnanti e ricercatori, ambienti più moderni e dinamici (aulee in stile Harvard Business School), e, generalmente, un focus più pratico e orientato al placement professionale degli studenti, senza danneggiare, comunque, il rigore accademico per il quale il college è diventato famoso nel mondo nel corso della sua storia.
Proseguendo verso Holborn si incontra l’ultimo edificio/campus del King’s, la Virginia Woolf Building, che ospita il dipartimento di Arti Liberali (Liberal Arts), e diverse divisioni della facoltà delle Humanities.

### "Denmark Hill Campus"
Più a sud, il "King's College Hospital", il "Maudsley Hospital" e l'Istituto di Psichiatria formano il "Denmark Hill Campus", che, a cavallo fra il distretto di Lambeth e quello di Southwark, costituisce l'unico campus del King's a non "affacciarsi" sul fiume Tamigi. Questo campus da' anche sede al celebre "Dental Institute" e alla grande casa dello studente "King's College Hall".

### "Guy's Campus"
Il "Guy's Hospital", sito nel centro del distretto londinese di Southwark e fondato nel 1726, accoglie parte della facoltà di medicina e odontoiatria del King's College. Il fondatore e benefattore dell'ospedale, Thomas Guy, era un ricco libraio e membro del "St. Thomas Hospital". Anche l'edificio "Henriette Raphael", costruito nel 1903, e il "Gordon Museum" sono situati in questo campus.

### "St Thomas' Campus"
Il "St. Thomas' Campus" è localizzato nel distretto di Lambeth, si affaccia sul Palazzo di Westminster dalla parte opposta del Tamigi, ed è la sede di parte della facoltà di Medicina e del "The Florence Nightingale Museum".

### "Strand Campus"
Lo "Strand Campus" è il campus fondatore del King's. Si sviluppa in edifici neoclassici e vittoriani, e all’interno dell’ala est della "Somerset House" nella Città di Westminster, affacciato sul Tamigi, accoglie la maggior parte dei dipartimenti umanistici, di legge, scienze sociali, scienze fisiche e di ingegneria. Integrata come parte del campus vi è anche la ben conservata e in disuso stazione metropolitana di Aldwych.

### "Waterloo Campus"
Al di là del "Waterloo Bridge" rispetto allo "Strand Campus", vi è il "Waterloo Campus", che è situato vicino al "Southbank Centre", nel distretto di Lambeth. Il King's acquisì il campus negli anni ottanta. Ora l'edificio "James Clerk Maxwell" ospita l'ufficio del preside, la maggior parte degli uffici amministrativi del college e parte della facoltà di infermieristica e ostetricia. L'edificio "Franklin-Wilkins" accoglie invece la "School of Health & Life Sciences", che comprende anche Farmacia e il dipartimento di Scienze della Formazione. Vi era localizzato il Dipartimento di Management, che, come detto, dall'anno accademico 2017-2018 è diventato una vera e propria "business school" ed è stato rilocato presso l'edificio "Bush House".

## Scienze mediche
Il King's ha il più grande centro di insegnamento di discipline mediche in Europa. La facoltà di medicina del King's College London ha oltre 2000 studenti e 1400 docenti, quattro principali cliniche universitarie - "Guy's Hospital", "King's College Hospital" (dove è stato filmato il programma "24 ore al pronto soccorso" - "24 Hours in A&E"), "St Thomas' Hospital" e "University Hospital Lewisham" - e 17 policlinici associati. Il "Dental Institute" del King's è la più grande scuola dentistica in Europa. La facoltà di Infermieristica ed Ostetricia ("The Florence Nightingale School of Nursing & Midwifery") è la più antica scuola professionale di infermeria al mondo.